# Min fynske barndom
Min fynske barndom é um filme de drama dinamarquês de 1994 dirigido e escrito por Erik Clausen. Foi selecionado como representante da Dinamarca à edição do Oscar 1995, organizada pela Academia de Artes e Ciências Cinematográficas.

## Elenco
- Morten Gundel - Carl I
- Anders Forchhammer - Carl II
- Nikolaj Lie Kaas - Carl III
- Stina Ekblad - Maren Kirstine
- Jesper Milsted - Niels Maler
- Leif Sylvester - Blinde Anders
- Frits Helmuth - Outzen
- Jesper Christensen - Schreiber